# Temporada da Juventus Football Club de 2015–16
A Juventus Football Club na temporada 2015–16 participou de quatro competições: Serie A, Supercopa da Itália, Coppa Italia e UEFA Champions League.

## Uniforme
Fornecedor:
- Adidas

Patrocinadores Principais:
- FIAT Group (Jeep)

| 1ª | 2ª | 3ª | Primeira combinação | 1º goleiro | 2º goleiro | 3º goleiro |

## Jogadores

### Elenco
- Atual capitão
- Jogador Lesionado

### Transferências
Legenda
: Jogador chegando 

: Jogador saindo 

: Jogadores que voltam de empréstimo 

: Jogadores emprestados
| Chegadas |      |                 |                    |      |
|          | Pos. | Jogador         | Clube anterior     | Ref. |
|          | A    | Paulo Dybala    | Palermo            |      |
|          | G    | Neto            | Fiorentina         |      |
|          | V    | Sami Khedira    | Real Madrid        |      |
|          | A    | Mario Mandžukić | Atlético de Madrid |      |
|          | A    | Simone Zaza     | Sassuolo           |      |
|          | Z    | Daniele Rugani  | Empoli             |      |
|          | LE   | Alex Sandro     | Porto              |      |
|          | M    | Juan Cuadrado   | Chelsea            |      |
|          | M    | Hernanes        | Inter              |      |
|          | M    | Mario Lemina    | Marseille          |      |

| Saídas |      |                   |                   |      |
|        | Pos. | Jogador           | Clube de destino  | Ref. |
|        | LD   | Rômulo            | Hellas Verona     |      |
|        | A    | Carlos Tévez      | Boca Juniors      |      |
|        | G    | Marco Storari     | Cagliari          |      |
|        | M    | Simone Pepe       | Chievo            |      |
|        | M    | Andrea Pirlo      | New York City     |      |
|        | Z    | Angelo Ogbonna    | West Ham          |      |
|        | V    | Luca Marrone      | Carpi             |      |
|        | V    | Arturo Vidal      | Bayern de Munique |      |
|        | A    | Fernando Llorente | Sevilla           |      |
|        | A    | Kingsley Coman    | Bayern de Munique |      |
|        | LE   | Paolo De Ceglie   | Marseille         |      |
|        | LD   | Mauricio Isla     | Marseille         |      |

## Estatísticas

### Desempenho da equipe

#### Desempenho geral
| Técnico              | J  | V  | E | D | GP | GS | SG  | %    |
| -------------------- | -- | -- | - | - | -- | -- | --- | ---- |
| Massimiliano Allegri | 52 | 37 | 7 | 8 | 96 | 32 | +64 | 75.6 |

#### Como mandante
| Técnico              | J  | V  | E | D | GP | GS | SG  | %    |
| -------------------- | -- | -- | - | - | -- | -- | --- | ---- |
| Massimiliano Allegri | 25 | 20 | 4 | 1 | 49 | 8  | +41 | 85.3 |

#### Como visitante
| Técnico              | J  | V  | E | D | GP | GS | SG  | %    |
| -------------------- | -- | -- | - | - | -- | -- | --- | ---- |
| Massimiliano Allegri | 25 | 15 | 3 | 7 | 44 | 24 | +20 | 64.0 |

### Artilharia
Atualizado até 21 de maio de 2016
| #   | Jogador              | Gols | Serie A | Copa da Itália | Champions League | Supercopa Italiana | Outros¹ |
| --- | -------------------- | ---- | ------- | -------------- | ---------------- | ------------------ | ------- |
| 1º  | Paulo Dybala         | 23   | 19      | 2              | 1                | 1                  |         |
| 2º  | Mario Mandžukić      | 13   | 10      | 0              | 2                | 1                  |         |
| 3º  | Álvaro Morata        | 12   | 7       | 3              | 2                | 0                  |         |
| 4º  | Paul Pogba           | 10   | 8       | 1              | 1                | 0                  |         |
| 5º  | Simone Zaza          | 8    | 5       | 2              | 1                | 0                  |         |
| 6º  | Sami Khedira         | 5    | 5       | 0              | 0                | 0                  |         |
| 6º  | Juan Cuadrado        | 5    | 4       | 0              | 1                | 0                  |         |
| 8º  | Leonardo Bonucci     | 3    | 3       | 0              | 0                | 0                  |         |
| 9º  | Alex Sandro          | 2    | 2       | 0              | 0                | 0                  |         |
| 9º  | Mario Lemina         | 2    | 2       | 0              | 0                | 0                  |         |
| 9º  | Stephan Lichtsteiner | 2    | 0       | 1              | 1                | 0                  |         |
| 9º  | Stefano Sturaro      | 2    | 1       | 0              | 1                | 0                  |         |
| 9º  | Patrice Evra         | 2    | 2       | 0              | 0                | 0                  |         |
| 14º | Giorgio Chiellini    | 1    | 1       | 0              | 0                | 0                  |         |
| 14º | Hernanes             | 1    | 1       | 0              | 0                | 0                  |         |
| 14º | Andrea Barzagli      | 1    | 1       | 0              | 0                | 0                  |         |
| 14º | Simone Padoin        | 1    | 1       | 0              | 0                | 0                  |         |

### Assistências
Atualizado até 21 de maio de 2016
| #   | Jogador              | Assis. | Serie A | Copa da Itália | Champions League | Supercopa Italiana | Outros |
| --- | -------------------- | ------ | ------- | -------------- | ---------------- | ------------------ | ------ |
| 1º  | Paul Pogba           | 15     | 12      | 0              | 2                | 1                  |        |
| 2º  | Álvaro Morata        | 11     | 7       | 2              | 2                | 0                  |        |
| 3º  | Paulo Dybala         | 9      | 9       | 0              | 0                | 0                  |        |
| 4º  | Juan Cuadrado        | 6      | 5       | 1              | 0                | 0                  |        |
| 5º  | Mario Mandžukić      | 5      | 4       | 0              | 1                | 0                  |        |
| 6º  | Alex Sandro          | 4      | 3       | 0              | 1                | 0                  |        |
| 6º  | Sami Khedira         | 4      | 4       | 0              | 0                | 0                  |        |
| 8º  | Patrice Evra         | 3      | 3       | 0              | 0                | 0                  |        |
| 9º  | Claudio Marchisio    | 2      | 2       | 0              | 0                | 0                  |        |
| 9º  | Kwadwo Asamoah       | 2      | 1       | 1              | 0                | 0                  |        |
| 11º | Roberto Pereyra      | 1      | 1       | 0              | 0                | 0                  |        |
| 11º | Hernanes             | 1      | 1       | 0              | 0                | 0                  |        |
| 11º | Leonardo Bonucci     | 1      | 1       | 0              | 0                | 0                  |        |
| 11º | Stephan Lichtsteiner | 1      | 1       | 0              | 0                | 0                  |        |
| 11º | Stefano Sturaro      | 1      | 0       | 0              | 0                | 1                  |        |
| 11º | Andrea Barzagli      | 1      | 0       | 0              | 1                | 0                  |        |

## Pré-temporada

### Jogos amistosos
| 25 de julho de 2015 | Borussia Dortmund         | 2 – 0     | Juventus | AFG Arena, St. Gallen                         |
| 14:05 (UTC-3)       | Aubameyang 40' · Reus 64' | Relatório |          | Público: 18 300 Árbitro: SWI Adrien Jaccottet |

| Borussia Dortmund | Juventus |

| 29 de julho de 2015 | Lechia Gdańsk | 1 – 2     | Juventus                 | PGE Arena Gdansk, Gdansk                        |
| 12:00 (UTC-3)       | Buksa 82'     | Relatório | Pogba 4' · Mandžukić 90' | Público: 26 000 Árbitro: POL Dominik Sulikowski |

| Lechia Gdansk | Juventus |

### Troféu Robert Louis-Dreyfus Trophy
| 01 de agosto de 2015 | Olympique de Marseille         | 2 – 0     | Juventus | Stade Vélodrome, Marseille                |
| 14:00 (UTC-3)        | Alessandrini 35' · Barrada 84' | Relatório |          | Público: 64 020 Árbitro: FRA Tony Chapron |

| Olympique de Marseille | Juventus |

## Competições

### Supercopa da Itália
| 08 de Agosto de 2015 | Juventus                   | 2 – 0     | Lazio | Shanghai Stadium, Shangai               |
| 09:00                | Mandžukić 69' · Dybala 73' | Relatório |       | Público: 20 000 Árbitro: ITA Luca Banti |

| Juventus | Lazio |

### Serie A

#### Classificação na Serie A
| Pos | Equipes        | Pts | J  | V  | E  | D  | GM | GS | SG | %    | Classificação ou rebaixamento                          |
| --- | -------------- | --- | -- | -- | -- | -- | -- | -- | -- | ---- | ------------------------------------------------------ |
| 1   | Juventus       | 91  | 38 | 29 | 4  | 5  | 75 | 20 | 55 | 79.8 | Fase de Grupos da Liga dos Campeões da UEFA de 2016–17 |
| 2   | Napoli         | 82  | 38 | 25 | 7  | 6  | 80 | 32 | 48 | 71.9 | Fase de Grupos da Liga dos Campeões da UEFA de 2016–17 |
| 3   | Roma           | 80  | 38 | 23 | 11 | 4  | 83 | 41 | 42 | 70.2 | Play-offs da Liga dos Campeões da UEFA de 2016–17      |
| 4   | Internazionale | 67  | 38 | 20 | 7  | 11 | 50 | 38 | 12 | 58.8 | Fase de Grupos da Liga Europa da UEFA de 2016-17       |
| 5   | Fiorentina     | 64  | 38 | 18 | 10 | 10 | 60 | 42 | 18 | 56.1 | 3ª Pré-Eliminatória da Liga Europa da UEFA de 2016-17  |

#### Resumo dos resultados
| Total |    |    |   |   |    |    |     |
| Pts   | J  | V  | E | D | GM | GS | SG  |
| 91    | 38 | 29 | 4 | 5 | 75 | 20 | +55 |

| Casa |    |    |   |   |    |    |     |
| Pts  | J  | V  | E | D | GM | GS | SG  |
| 50   | 19 | 16 | 2 | 1 | 37 | 6  | +31 |

| Fora |    |    |   |   |    |    |     |
| Pts  | J  | V  | E | D | GM | GS | SG  |
| 41   | 19 | 13 | 2 | 4 | 38 | 14 | +24 |

#### Evolução na classificação
| Rodada    | 1  | 2  | 3  | 4  | 5  | 6  | 7  | 8  | 9  | 10 | 11 | 12 | 13 | 14 | 15 | 16 | 17 | 18 | 19 | 20 | 21 | 22 | 23 | 24 | 25 | 26 | 27 | 28 | 29 | 30 | 31 | 32 | 33 | 34 | 35 | 36 | 37 | 38 |
| --------- | -- | -- | -- | -- | -- | -- | -- | -- | -- | -- | -- | -- | -- | -- | -- | -- | -- | -- | -- | -- | -- | -- | -- | -- | -- | -- | -- | -- | -- | -- | -- | -- | -- | -- | -- | -- | -- | -- |
| Estádio   | C  | F  | C  | F  | C  | F  | C  | F  | C  | F  | C  | F  | C  | F  | F  | C  | F  | C  | F  | F  | C  | F  | C  | F  | C  | F  | C  | F  | C  | F  | C  | F  | C  | C  | F  | C  | F  | C  |
| Resultado | D  | D  | E  | V  | E  | D  | V  | E  | V  | D  | V  | V  | V  | V  | V  | V  | V  | V  | V  | V  | V  | V  | V  | V  | V  | E  | V  | V  | V  | V  | V  | V  | V  | V  | V  | V  | D  | V  |
| Posição   | 17 | 17 | 16 | 13 | 13 | 15 | 12 | 14 | 12 | 12 | 10 | 7  | 6  | 5  | 5  | 4  | 4  | 4  | 2  | 2  | 2  | 2  | 2  | 2  | 1  | 1  | 1  | 1  | 1  | 1  | 1  | 1  | 1  | 1  | 1  | 1  | 1  | 1  |

Legenda:
 Estádio: C = Casa; Jogo como mandante F = Fora de casa; Jogo como visitante 
 Resultado: V = Vitória; E = Empate; D = Derrota 

 Fonte: 

#### Partidas
1ª rodada
| 23 de agosto de 2015 | Juventus | 0 – 1     | Udinese     | Juventus Stadium, Turim                             |
| 13:30                |          | Relatório | Théréau 78' | Público: 38 433 Árbitro: ITA Paolo Silvio Mazzoleni |

| Juventus | Udinese |

2ª rodada
| 30 de agosto de 2015 | Roma                   | 2 – 1     | Juventus   | Olímpico de Roma, Roma                      |
| 13:00                | Pjanić 61' · Džeko 79' | Relatório | Dybala 87' | Público: 56 040 Árbitro: ITA Nicola Rizzoli |

| Roma | Juventus |

3ª rodada
| 12 de setembro de 2015 | Juventus          | 1 – 1     | Chievo     | Juventus Stadium, Turim                  |
| 15:45                  | Dybala 83' (pen.) | Relatório | Hetemaj 5' | Público: 28 899 Árbitro: ITA Marco Guida |

| Juventus | Chievo |

4ª rodada
| 20 de setembro de 2015 | Genoa | 0 – 2     | Juventus                                | Luigi Ferraris, Gênova                    |
| 10:00                  |       | Relatório | Casadesús 37' (o.g.) · Pogba 60' (pen.) | Público: 25 115 Árbitro: ITA Paolo Valeri |

| Genoa | Juventus |

5ª rodada
| 23 de setembro de 2015 | Juventus | 1 – 1     | Frosinone      | Juventus Stadium, Turim                        |
| 15:45                  | Zaza 50' | Relatório | Blanchard 90+' | Público: 35 973 Árbitro: ITA Angelo Cervellera |

| Juventus | Frosinone |

6ª rodada
| 26 de setembro de 2015 | Napoli                    | 2 – 1     | Juventus   | San Paolo, Napoli                           |
| 15:45                  | Insigne 26' · Higuaín 62' | Relatório | Lemina 63' | Público: 40 311 Árbitro: ITA Daniele Orsato |

| Napoli | Juventus |

7ª rodada
| 4 de outubro de 2015 | Juventus                                     | 3 – 1     | Bologna    | Juventus Stadium, Turim                    |
| 13:00                | Morata 33' · Dybala 52' (pen.) · Khedira 63' | Relatório | Mounier 5' | Público: 39 330 Árbitro: ITA Domenico Celi |

| Juventus | Bologna |

8ª rodada
| 18 de outubro de 2015 | Internazionale | 0 – 0     | Juventus | Giuseppe Meazza, Milão                    |
| 16:45                 |                | Relatório |          | Público: 79 154 Árbitro: ITA Paolo Valeri |

| Internazionale | Juventus |

9ª rodada
| 25 de outubro de 2015 | Juventus                   | 2 – 0     | Atalanta | Juventus Stadium, Turim                     |
| 12:00                 | Dybala 28' · Mandžukić 49' | Relatório |          | Público: 38 720 Árbitro: ITA Marco Di Bello |

| Juventus | Atalanta |

10ª rodada
| 28 de outubro de 2015 | Sassuolo    | 1 – 0     | Juventus | Mapei Stadium, Reggio Emilia                  |
| 17:45                 | Sansone 20' | Relatório |          | Público: 20 570 Árbitro: ITA Andrea Gervasoni |

| Sassuolo | Juventus |

11ª rodada
| 31 de outubro de 2015 | Juventus                  | 2 – 1     | Torino   | Juventus Stadium, Turim                      |
| 15:00                 | Pogba 19' · Cuadrado 90+' | Relatório | Bovo 51' | Público: 39 828 Árbitro: ITA Gianluca Rocchi |

| Juventus | Torino |

12ª rodada
| 8 de novembro de 2015 | Empoli        | 1 – 3     | Juventus                              | Carlo Castellani, Empoli                  |
| 12:00                 | Maccarone 19' | Relatório | Mandžukić 32' · Evra 38' · Dybala 84' | Público: 14 693 Árbitro: ITA Davide Massa |

| Empoli | Juventus |

13ª rodada
| 21 de novembro de 2015 | Juventus   | 1 – 0     | Milan | Juventus Stadium, Turim                             |
| 17:45                  | Dybala 65' | Relatório |       | Público: 40 841 Árbitro: ITA Paolo Silvio Mazzoleni |

| Juventus | Milan |

14ª rodada
| 29 de novembro de 2015 | Palermo | 0 – 3     | Juventus                                | Renzo Barbera, Palermo                    |
| 17:45                  |         | Relatório | Mandžukić 54' · Sturaro 89' · Zaza 90+' | Público: 25 737 Árbitro: ITA Paolo Valeri |

| Palermo | Juventus |

15ª rodada
| 4 de dezembro de 2015 | Lazio | 0 – 2     | Juventus                          | Olímpico de Roma, Roma                  |
| 17:45                 |       | Relatório | Gentiletti 7' (o.g.) · Dybala 32' | Público: 27 740 Árbitro: ITA Luca Banti |

| Lazio | Juventus |

16ª rodada
| 13 de dezembro de 2015 | Juventus                                  | 3 – 1     | Fiorentina       | Juventus Stadium, Turim                     |
| 17:45                  | Cuadrado 6' · Mandžukić 80' · Dybala 90+' | Relatório | Iličić 3' (pen.) | Público: 36 690 Árbitro: ITA Daniele Orsato |

| Juventus | Fiorentina |

17ª rodada
| 20 de dezembro de 2015 | Carpi                               | 2 – 3     | Juventus                       | Alberto Braglia, Carpi                        |
| 09:30                  | Borriello 15' · Bonucci 90+' (o.g.) | Relatório | Mandžukić 18', 41' · Pogba 50' | Público: 17 755 Árbitro: ITA Piero Giacomelli |

| Carpi | Juventus |

18ª rodada
| 6 de janeiro de 2016 | Juventus                           | 3 – 0     | Hellas Verona | Juventus Stadium, Turim                          |
| 12:00                | Dybala 8' · Bonucci 44' · Zaza 82' | Relatório |               | Público: 38 748 Árbitro: ITA Gianpaolo Calvarese |

| Juventus | Hellas Verona |

19ª rodada
| 10 de janeiro de 2016 | Sampdoria   | 1 – 2     | Juventus                | Luigi Ferraris, Gênova                              |
| 17:45                 | Cassano 64' | Relatório | Pogba 17' · Khedira 46' | Público: 25 024 Árbitro: ITA Paolo Silvio Mazzoleni |

| Sampdoria | Juventus |

20ª rodada
| 17 de janeiro de 2016 | Udinese                                                | 0 – 4     | Juventus | Friuli, Udine                                |
| 12:00                 | Dybala 15', 26' (pen.) · Khedira 18' · Alex Sandro 42' | Relatório |          | Público: 25 467 Árbitro: ITA Gianluca Rocchi |

| Udinese | Juventus |

21ª rodada
| 24 de janeiro de 2016 | Juventus   | 1 – 0     | Roma | Juventus Stadium, Turim                 |
| 17:45                 | Dybala 77' | Relatório |      | Público: 38 348 Árbitro: ITA Luca Banti |

| Juventus | Roma |

22ª rodada
| 31 de janeiro de 2016 | Chievo | 0 – 4     | Juventus                                     | Marcantonio Bentegodi, Verona               |
| 09:30                 |        | Relatório | Morata 6', 40' · Alex Sandro 61' · Pogba 67' | Público: 25 000 Árbitro: ITA Daniele Doveri |

| Chievo | Juventus |

23ª rodada
| 3 de fevereiro de 2016 | Juventus           | 1 – 0     | Genoa | Juventus Stadium, Turim                    |
| 17:45                  | De Maio 30' (o.g.) | Relatório |       | Público: 37 151 Árbitro: ITA Carmine Russo |

| Juventus | Genoa |

24ª rodada
| 7 de fevereiro de 2016 | Frosinone | 0 – 2     | Juventus                   | Comunale Matusa, Frosinone               |
| 12:00                  |           | Relatório | Cuadrado 73' · Dybala 90+' | Público: 7 954 Árbitro: ITA Davide Massa |

| Frosinone | Juventus |

25ª rodada
| 13 de fevereiro de 2016 | Juventus | 1 – 0     | Napoli | Juventus Stadium, Turim                     |
| 17:45                   | Zaza 88' | Relatório |        | Público: 41 305 Árbitro: ITA Daniele Orsato |

| Juventus | Napoli |

26ª rodada
| 19 de fevereiro de 2016 | Bologna | 0 – 0     | Juventus | Renato Dall'Ara, Bologna                         |
| 17:45                   |         | Relatório |          | Público: 29 463 Árbitro: ITA Massimiliano Irrati |

| Bologna | Juventus |

27ª rodada
| 28 de fevereiro de 2016 | Juventus                        | 2 – 0     | Internazionale | Juventus Stadium, Turim                      |
| 16:45                   | Bonucci 47' · Morata 84' (pen.) | Relatório |                | Público: 40 204 Árbitro: ITA Gianluca Rocchi |

| Juventus | Internazionale |

28ª rodada
| 6 de março de 2016 | Atalanta | 0 – 2     | Juventus                  | Atleti Azzurri d'Italia, Bergamo          |
| 11:00              |          | Relatório | Barzagli 24' · Lemina 86' | Público: 19 770 Árbitro: ITA Paolo Valeri |

| Atalanta | Juventus |

29ª rodada
| 11 de março de 2016 | Juventus   | 1 – 0     | Sassuolo | Juventus Stadium, Turim                    |
| 16:45               | Dybala 36' | Relatório |          | Público: 39 690 Árbitro: ITA Domenico Celi |

| Juventus | Sassuolo |

30ª rodada
| 20 de março de 2016 | Torino             | 1 – 4     | Juventus                                  | Olímpico de Turim                           |
| 11:00               | Belotti 48' (pen.) | Relatório | Pogba 33' · Khedira 42' · Morata 62', 76' | Público: 24 428 Árbitro: ITA Nicola Rizzoli |

| Torino | Juventus |

31ª rodada
| 2 de abril de 2016 | Juventus      | 1 – 0     | Empoli | Juventus Stadium, Turim                          |
| 15:45              | Mandžukić 44' | Relatório |        | Público: 38 911 Árbitro: ITA Giampaolo Calvarese |

| Juventus | Empoli |

32ª rodada
| 9 de abril de 2016 | Milan    | 1 – 2     | Juventus                  | San Siro, Milão                             |
| 15:45              | Alex 18' | Relatório | Mandžukić 27' · Pogba 65' | Público: 75 393 Árbitro: ITA Daniele Orsato |

| Milan | Juventus |

33ª rodada
| 17 de abril de 2016 | Juventus                                            | 4 – 0     | Palermo | Juventus Stadium, Turim                       |
| 10:00               | Khedira 10' · Pogba 71' · Cuadrado 74' · Padoin 89' | Relatório |         | Público: 39 133 Árbitro: ITA Piero Giacomelli |

| Juventus | Palermo |

34ª rodada
| 20 de abril de 2016 | Juventus                               | 3 – 0     | Lazio | Juventus Stadium, Turim                             |
| 15:45               | Mandžukić 39' · Dybala 52' (pen.), 64' | Relatório |       | Público: 38 655 Árbitro: ITA Paolo Silvio Mazzoleni |

| Juventus | Lazio |

35ª rodada
| 24 de abril de 2016 | Fiorentina  | 1 – 2     | Juventus                   | Artemio Franchi, Florença                      |
| 15:45               | Kalinić 81' | Relatório | Mandžukić 39' · Morata 83' | Público: 33 650 Árbitro: ITA Paolo Tagliavento |

| Fiorentina | Juventus |

36ª rodada
| 1 de maio de 2016 | Juventus                | 2 – 0      | Carpi | Juventus Stadium, Turim                          |
| 07:30             | Hernanes 41' · Zaza 80' | Relatório] |       | Público: 40 316 Árbitro: ITA Massimiliano Irrati |

| Juventus | Carpi |

37ª rodada
| 8 de maio de 2016 | Hellas Verona                 | 2 – 1     | Juventus           | Marcantonio Bentegodi, Verona                  |
| 15:45             | Toni 43' (pen.) · Viviani 55' | Relatório | Dybala 90+' (pen.) | Público: 23 423 Árbitro: ITA Francesco Maresca |

| Hellas Verona | Juventus |

38ª rodada
| 14 de maio de 2016 | Juventus                                                        | 5 – 0     | Sampdoria | Juventus Stadium, Turim                         |
| 12:00              | Evra 5', · Dybala 15' (pen.), 37' · Chiellini 77' · Bonucci 85' | Relatório |           | Público: 39 272 Árbitro: ITA Claudio Gavillucci |

| Juventus | Sampdoria |

### Copa da Itália

#### Oitavas de final
| 16 de dezembro de 2015 | Juventus                               | 4 – 0     | Torino | Stadio San Paolo, Nápoles                   |
| 17:45 (UTC+1)          | Zaza 28', 51' · Dybala 73' · Pogba 82' | Relatório |        | Público: 27 898 Árbitro: ITA Daniele Doveri |

| Juventus | Torino |

#### Quartas de Final
| 20 de janeiro de 2016 | Lazio | 0 – 1     | Juventus         | Stadio Olimpico, Roma                       |
| 17:45 (UTC+1)         |       | Relatório | Lichtsteiner 66' | Público: 38 000 Árbitro: ITA Antonio Damato |

| Lazio | Juventus |

#### Semifinais
Jogo de ida
| 27 de janeiro de 2016 | Juventus                                  | 3 – 0     | Internazionale | Juventus Stadium, Turim                        |
| 17:45 (UTC+1)         | Morata 36' (pen.), 63' · Paulo Dybala 84' | Relatório |                | Público: 35 513 Árbitro: ITA Paolo Tagliavento |

| Juventus | Internazionale |

Jogo de volta
| 2 de março de 2016 | Internazionale                         | 3 – 0 (pro) | Juventus | Estádio Giuseppe Meazza, Milão                |
| 17:45 (UTC+1)      | Brozović 17', 82' (pen.) · Perišić 49' | Relatório   |          | Público: 29 357 Árbitro: ITA Andrea Gervasoni |

|                                 |       | Penalidades                        |  |
| Brozović Palacio Manaj Nagatomo | 3 – 5 | Barzagli Zaza Morata Pogba Bonucci |  |

| Internazionale | Juventus |

#### Final
| 21 de maio de 2016 | Milan | 0 – 1 (pro) | Juventus    | Olímpico de Roma, Roma       |
| 17:45 (UTC+1)      |       | Relatório   | Morata 110' | Árbitro: ITA Gianluca Rocchi |

| Milan | Juventus |

### Liga dos Campeões da UEFA

#### Fase de grupos
| Pos | Equipe                   | Pts | J | V | E | D | GP | GC | SG | Classificado                     |  | MC  | JUV | SEV | MGB |
| --- | ------------------------ | --- | - | - | - | - | -- | -- | -- | -------------------------------- |  | --- | --- | --- | --- |
| 1   | Manchester City          | 12  | 6 | 4 | 0 | 2 | 12 | 8  | +4 | Classificado às oitavas de final |  | —   | 1–2 | 2–1 | 4–2 |
| 2   | Juventus                 | 11  | 6 | 3 | 2 | 1 | 6  | 3  | +3 | Classificado às oitavas de final |  | 1–0 | —   | 2–0 | 0–0 |
| 3   | Sevilla                  | 6   | 6 | 2 | 0 | 4 | 8  | 11 | −3 | Transferido para Liga Europa     |  | 1–3 | 1–0 | —   | 3–0 |
| 4   | Borussia Mönchengladbach | 5   | 6 | 1 | 2 | 3 | 8  | 12 | −4 | Eliminado                        |  | 1–2 | 1–1 | 4–2 | —   |

| 15 de setembro de 2015 | Manchester City | 1 – 2     | Juventus                   | City of Manchester Stadium, Manchester     |
| 20:45 (UTC+1)          | Chiellini 57'   | Relatório | Mandžukić 70' · Morata 81' | Público: 50 363 Árbitro: SVN Damir Skomina |

| Manchester City | Juventus |

| 30 de setembro de 2015 | Juventus              | 2 – 0     | Sevilla | Juventus Stadium, Turim                     |
| 20:45 (UTC+1)          | Morata 41' · Zaza 87' | Relatório |         | Público: 36 499 Árbitro: SWE Jonas Eriksson |

| Juventus | Sevilla |

| 21 de outubro de 2015 | Juventus | 0 – 0     | Borussia Mönchengladbach | Juventus Stadium, Turim                    |
| 20:45 (UTC+1)         |          | Relatório |                          | Público: 40 940 Árbitro: SCO Craig Thomson |

| Juventus | Borussia Mönchengladbach |

| 3 de novembro de 2015 | Borussia Mönchengladbach | 1 – 1     | Juventus         | Borussia-Park, Mönchengladbach             |
| 20:45                 | Johnson 18'              | Relatório | Lichtsteiner 44' | Público: 46 217 Árbitro: NED Björn Kuipers |

| Borussia Mönchengladbach | Juventus |

| 25 de novembro de 2015 | Juventus      | 1 – 0     | Manchester City | Juventus Stadium, Turim                  |
| 20:45 (UTC+1)          | Mandžukić 18' | Relatório |                 | Público: 38 193 Árbitro: GER Felix Brych |

| Juventus | Manchester City |

| 8 de dezembro de 2015 | Sevilla      | 1 – 0     | Juventus | Estádio Ramón Sánchez Pizjuán, Sevilha        |
| 20:45 (UTC+1)         | Llorente 65' | Relatório |          | Público: 35 583 Árbitro: POL Szymon Marciniak |

| Sevilla | Juventus |

#### Fase final

##### Oitavas de final
Jogo de ida
| 23 de fevereiro de 2016 | Juventus                 | 2 – 2     | Bayern de Munique       | Juventus Stadium, Turim                      |
| 20:45 (UTC+1)           | Dybala 62' · Sturaro 75' | Relatório | Müller 41' · Robben 54' | Público: 41 332 Árbitro: ENG Martin Atkinson |

| Juventus | Bayern |

Jogo de volta
| 16 de março de 2016 | Bayern de Munique                                                   | 4 – 2 (pro) | Juventus                | Allianz Arena, Munique                      |
| 20:45 (UTC+1)       | Lewandowski 73' · Müller 90+1' · Thiago Alcántara 108' · Coman 110' | Relatório   | Pogba 5' · Cuadrado 28' | Público: 70 000 Árbitro: SWE Jonas Eriksson |

| Bayern | Juventus |